# Grand Prix-wegrace der Naties 1954
De Grand Prix-wegrace der Naties 1954 was de achtste Grand Prix van het wereldkampioenschap wegrace voor motorfietsen in het seizoen 1954. De races werden verreden op 12 september op het Autodromo Nazionale di Monza nabij Monza in de Italiaanse regio Lombardije. In deze Grand Prix kwamen alle klassen aan de start. De wereldtitels in de 125cc-klasse, de 250cc-klasse en de 500cc-klasse waren al beslist. De wereldtitels in de 350cc-klasse en de zijspanklasse werden tijdens deze Grand Prix beslist. Voor de 250cc-klasse en de zijspanklasse eindigde het seizoen.

## Algemeen
De Grand Prix des Nations werd overschaduwd door de dood van Rupert Hollaus tijdens de trainingen. Het team van NSU trok zich meteen terug om - als fabrieksteam - nooit meer terug te keren. De 100.000 toeschouwers zagen in de soloklassen uitsluitend Italiaanse machines winnen. Geoff Duke won zijn vijfde Grand Prix op rij, Guido Sala won de enige Grand Prix van zijn carrière en Wilhelm Noll/Fritz Cron profiteerden van de afwezigheid van Eric Oliver en grepen de zijspantitel.

## 500cc-klasse
Dat Geoff Duke de 500cc-race won was inmiddels geen verrassing. Umberto Masetti, die van Gilera slechts één start in het WK kreeg, maakte daarvan optimaal gebruik door tweede te worden. Libero Liberati kwam pas voor de tweede keer aan de start, maar hij had zich van Gilera moeten concentreren op het Italiaans kampioenschap, waarin hij tweede werd.
| Pos  | Coureur              | Merk       | Tijd      | Punten |
| ---- | -------------------- | ---------- | --------- | ------ |
| 1    | Geoff Duke           | Gilera     | 1:07"32'9 | 8      |
| 2    | Umberto Masetti      | Gilera     | +16'5     | 6      |
| 3    | Carlo Bandirola      | MV Agusta  | +1"00'2   | 4      |
| 4    | Dickie Dale          | MV Agusta  | +1"00'5   | 3      |
| 5    | Reg Armstrong        | Gilera     | +1"17'6   | 2      |
| 6    | Ken Kavanagh         | Moto Guzzi | +1 ronde  | 1      |
| 7    | Ray Amm              | Norton     | +1 ronde  |        |
| 8    | Bill Lomas           | MV Agusta  | +1 ronde  |        |
| 9    | Fergus Anderson      | Moto Guzzi | +1 ronde  |        |
| 10   | Luigi Taveri         | MV Agusta  | +1 ronde  |        |
| 11   | Jack Brett           | Norton     | +1 ronde  |        |
| 12   | Nello Pagani         | MV Agusta  | +1 ronde  |        |
| 13   | Walter Zeller        | BMW        | +1 ronde  |        |
| 14   | Tito Forconi         | Gilera     | +3 ronden |        |
| n.c. | Paolo Campanelli     | Gilera     | +7 ronden |        |
| n.c. | Lodovico Facchinelli | Gilera     | +9 ronden |        |

| Coureur                  | Merk       | Oorzaak |
| ------------------------ | ---------- | ------- |
| Jack Ahearn              | Norton     |         |
| Georg Braun              | Horex      |         |
| Francis Flahout          | Norton     |         |
| Georges Burgraff         | Norton     |         |
| Pierre Monneret          | Gilera     |         |
| Alano Montanari          | Moto Guzzi |         |
| Antonio Ronchei          | Norton     |         |
| Dante Bianchi            | Moto Guzzi |         |
| Dino Fagiolini           | Moto Guzzi |         |
| Enrico Galante           | Norton     |         |
| Francesco Guglielminetti | Norton     |         |
| Libero Liberati          | Gilera     |         |
| Rod Coleman              | AJS        |         |

| Coureur          | Merk      | Oorzaak   |
| ---------------- | --------- | --------- |
| Gordon Laing (†) | Norton    | Overleden |
| Keith Campbell   | Norton    |           |
| Auguste Goffin   | Norton    |           |
| Léon Martin      | Gilera    |           |
| Jacques Collot   | Norton    |           |
| Bob Matthews     | Norton    |           |
| Bob McIntyre     | AJS       |           |
| Cyril Julian     | Norton    |           |
| Derek Farrant    | AJS       |           |
| Harold Clark     | Norton    |           |
| Tommy Wood       | Norton    |           |
| Alfredo Milani   | Gilera    |           |
| Peter Murphy     | Matchless |           |
| Rudy Allison     | Norton    |           |

### Top tien tussenstand 500cc-klasse
| Pos | Coureur                     | Merk       | Ptn     |
| --- | --------------------------- | ---------- | ------- |
| 1   | Geoff Duke (wereldkampioen) | Gilera     | 40 (46) |
| 2   | Ray Amm                     | Norton     | 20      |
| 3   | Reg Armstrong               | Gilera     | 13      |
| 4   | Ken Kavanagh                | Moto Guzzi | 10      |
| 5   | Fergus Anderson             | Moto Guzzi | 8       |
| 5   | Pierre Monneret             | Gilera     | 8       |
| 5   | Jack Brett                  | Norton     | 8       |
| 5   | Carlo Bandirola             | MV Agusta  | 8       |
| 10  | Alfredo Milani              | Gilera     | 6       |
| 10  | Umberto Masetti             | Gilera     | 6       |

(Punten tussen haakjes zijn inclusief streepresultaten)

## 350cc-klasse
Na de GP van Zwitserland konden de eerste tien in de WK-stand (theoretisch) nog wereldkampioen worden, maar nu Fergus Anderson zijn vierde Grand Prix won kwam aan alle onzekerheid een einde. Tweede man in de stand Rod Coleman viel door een gescheurde benzinetank uit en Ray Amm werd slechts vijfde. Daarom kon Anderson zich al wereldkampioen noemen.
| Pos | Coureur           | Merk          | Tijd      | Punten |
| --- | ----------------- | ------------- | --------- | ------ |
| 1   | Fergus Anderson   | Moto Guzzi    | 55"25'7   | 8      |
| 2   | Enrico Lorenzetti | Moto Guzzi    | +0'5      | 6      |
| 3   | Ken Kavanagh      | Moto Guzzi    | +0'6      | 4      |
| 4   | Duilio Agostini   | Moto Guzzi    | +1'0      | 3      |
| 5   | Ray Amm           | Norton        | +5'6      | 2      |
| 6   | Jack Brett        | Norton        | +7'0      | 1      |
| 7   | Arthur Wheeler    | AJS           | +8'2      |        |
| 8   | Luigi Taveri      | Norton        | +2 ronden |        |
| 9   | H. Barri          | AJS           | +2 ronden |        |
| 10  | Erwin Aldinger    | Schnell-Horex | +2 ronden |        |

| Coureur        | Merk   | Oorzaak         |
| -------------- | ------ | --------------- |
| Hans Haldemann | Norton |                 |
| Kurt Knopf     | AJS    |                 |
| Rod Coleman    | AJS    | Gescheurde tank |
| Jack Ahearn    | Norton |                 |

| Coureur           | Merk          | Oorzaak   |
| ----------------- | ------------- | --------- |
| John Grace        | Norton        |           |
| Gordon Laing (†)  | Norton        | Overleden |
| Maurice Quincey   | Norton        |           |
| Auguste Goffin    | Norton        |           |
| Firmin Dauwe      | Norton        |           |
| Georg Braun       | Schnell-Horex |           |
| Karl Hofmann      | DKW           |           |
| Siegfried Wünsche | DKW           |           |
| Jacques Collot    | Norton        |           |
| Pierre Monneret   | AJS           |           |
| Bob Keeler        | Norton        |           |
| Bob Matthews      | Velocette     |           |
| Bob McIntyre      | AJS           |           |
| Derek Farrant     | AJS           |           |
| John Clark        | AJS           |           |
| Peter Davey       | Norton        |           |
| Alano Montanari   | Moto Guzzi    |           |
| Barry Stormont    | BSA           |           |
| Leo Simpson       | AJS           |           |

### Top tien tussenstand 350cc-klasse
| Pos | Coureur                          | Merk       | Ptn |
| --- | -------------------------------- | ---------- | --- |
| 1   | Fergus Anderson (wereldkampioen) | Moto Guzzi | 30  |
| 2   | Ray Amm                          | Norton     | 22  |
| 3   | Rod Coleman                      | AJS        | 20  |
| 4   | Ken Kavanagh                     | Moto Guzzi | 18  |
| 5   | Enrico Lorenzetti                | Moto Guzzi | 15  |
| 6   | Jack Brett                       | Norton     | 14  |
| 7   | Leo Simpson                      | AJS        | 9   |
| 7   | Bob McIntyre                     | AJS        | 9   |
| 9   | Pierre Monneret                  | AJS        | 8   |
| 10  | Derek Farrant                    | AJS        | 6   |
| 10  | Auguste Goffin                   | Norton     | 6   |

## 250cc-klasse
De 250cc-klasse werd getekend door het ontbreken van het hele fabrieksteam van NSU, maar het fabrieksteam van Moto Guzzi kon nog steeds niet echt indruk maken. De race werd gewonnen door privérijder Arthur Wheeler en op de derde plaats eindigde Kurt Knopf met een NSU-productieracer. In de stand van het wereldkampioenschap veranderde dan ook niet veel, want NSU was zo oppermachtig geweest dat Werner Haas, de verongelukte Rupert Hollaus en HP Müller onbedreigd de eerste drie plaatsten bleven bezetten.
| Pos | Coureur         | Merk       | Tijd      | Punten |
| --- | --------------- | ---------- | --------- | ------ |
| 1   | Arthur Wheeler  | Moto Guzzi | 50"51'3   | 8      |
| 2   | Romolo Ferri    | Moto Guzzi | +7'0      | 6      |
| 3   | Kurt Knopf      | NSU        | +50'8     | 4      |
| 4   | Roberto Colombo | Moto Guzzi | +53'1     | 3      |
| 5   | Tommy Wood      | Moto Guzzi | +1"29'4   | 2      |
| 6   | Angelo Marelli  | Moto Guzzi | +2"21'4   | 1      |
| 7   | Ermanno Ozino   | Moto Guzzi | +2"21'4   |        |
| 8   | Guido Paciocca  | Moto Guzzi | +2"21'9   |        |
| 9   | Dino Fagiolini  | Moto Guzzi | +2 ronden |        |

| Coureur           | Merk       | Oorzaak              |
| ----------------- | ---------- | -------------------- |
| Georg Braun       | NSU        | Afgebroken uitlaat   |
| Guido Sala        | Onbekend   |                      |
| Adelmo Mandolini  | Moto Guzzi | Losse achterwielbout |
| Lanfranco Baviera | Moto Guzzi |                      |

| Coureur                      | Merk       | Oorzaak    |
| ---------------------------- | ---------- | ---------- |
| Werner Haas (wereldkampioen) | NSU        | Teambeleid |
| Rupert Hollaus (†)           | NSU        | Overleden  |
| Hermann Paul Müller          | NSU        | Teambeleid |
| Hans Baltisberger            | NSU        | Teambeleid |
| Helmut Hallmeier             | Adler      |            |
| Reg Armstrong                | NSU        | Teambeleid |
| Ken Kavanagh                 | Moto Guzzi |            |
| Luigi Taveri                 | Moto Guzzi |            |
| Walter Reichert              | NSU        |            |
| Fergus Anderson              | Moto Guzzi |            |
| John Horne                   | Rudge      |            |
| Walter Vogel                 | Adler      |            |
| Bob Geeson                   | REG        |            |

### Top tien eindstand 250cc-klasse
| Pos | Coureur                      | Merk       | Ptn     |
| --- | ---------------------------- | ---------- | ------- |
| 1   | Werner Haas (wereldkampioen) | NSU        | 32 (40) |
| 2   | Rupert Hollaus (†)           | NSU        | 26 (30) |
| 3   | Hermann Paul Müller          | NSU        | 17 (19) |
| 4   | Arthur Wheeler               | Moto Guzzi | 15      |
| 5   | Hans Baltisberger            | NSU        | 14      |
| 6   | Georg Braun                  | NSU        | 6       |
| 6   | Romolo Ferri                 | Moto Guzzi | 6       |
| 8   | Roberto Colombo              | Moto Guzzi | 5       |
| 9   | Reg Armstrong                | NSU        | 4       |
| 9   | Helmut Hallmeier             | Adler      | 4       |
| 9   | Tommy Wood                   | Moto Guzzi | 4       |
| 9   | Kurt Knopf                   | NSU        | 4       |

(Punten tussen haakjes zijn inclusief streepresultaten)

## 125cc-klasse
Zonder deelname van het fabrieksteam van NSU leek het niet meer dan logisch dan dat de gevestigde orde van MV Agusta de punten zou verdelen. Dat lukte echter niet: Roberto Colombo, Angelo Copeta, Nello Pagani en Cecil Sandford haalden de finish niet en Carlo Ubbiali werd slechts derde achter de privérijder Guido Sala en de nieuwe fabrieksrijder van Mondial Tarquinio Provini. Vooral de tweede plaats van Provini was opvallend: hij gebruikte een Mondial 125 Bialbero, een machine waarmee in het hele seizoen nog geen punt gescoord was, maar die door Alfonso Druisiani grondig herzien was. De wereldtitel was echter al eerder beslist. Rupert Hollaus was postuum wereldkampioen.
| Pos | Coureur           | Merk      | Tijd      | Punten |
| --- | ----------------- | --------- | --------- | ------ |
| 1   | Guido Sala        | MV Agusta | 41"16'4   | 8      |
| 2   | Tarquinio Provini | Mondial   | +50'4     | 6      |
| 3   | Carlo Ubbiali     | MV Agusta | +56'4     | 4      |
| 4   | Massimo Genevini  | MV Agusta | +2 ronden | 3      |
| 5   | Franco Bertoni    | MV Agusta | +2 ronden | 2      |
| 6   | Willi Scheidhauer | MV Agusta | +2 ronden | 1      |
| 7   | Gerrit Dupont     | MV Agusta | +3 ronden |        |

| Coureur         | Merk      | Oorzaak |
| --------------- | --------- | ------- |
| Roberto Colombo | MV Agusta |         |
| Angelo Copeta   | MV Agusta |         |
| Nello Pagani    | MV Agusta |         |
| René Bétemps    | Onbekend  |         |
| Cecil Sandford  | MV Agusta |         |

| Coureur               | Merk      | Oorzaak    |
| --------------------- | --------- | ---------- |
| Rupert Hollaus (†)    | NSU       | Overleden  |
| Hans Baltisberger     | NSU       | Teambeleid |
| Hermann Paul Müller   | NSU       | Teambeleid |
| Karl Lottes           | MV Agusta |            |
| Werner Haas           | NSU       | Teambeleid |
| Arturo Paragues       | Lube      |            |
| Gabriel Corsín        | MV Agusta |            |
| José Antonio Elizalde | Montesa   |            |
| Juan Bertran          | Montesa   |            |
| Brian Purslow         | MV Agusta |            |
| Ivor Lloyd            | MV Agusta |            |

### Top tien tussenstand 125cc-klasse
| Pos | Coureur                             | Merk      | Ptn |
| --- | ----------------------------------- | --------- | --- |
| 1   | Rupert Hollaus (†) (wereldkampioen) | NSU       | 32  |
| 2   | Carlo Ubbiali                       | MV Agusta | 18  |
| 3   | Hermann Paul Müller                 | NSU       | 15  |
| 4   | Werner Haas                         | NSU       | 11  |
| 5   | Hans Baltisberger                   | NSU       | 10  |
| 6   | Cecil Sandford                      | MV Agusta | 8   |
| 6   | Guido Sala                          | MV Agusta | 8   |
| 8   | Tarquinio Provini                   | Mondial   | 6   |
| 9   | Massimo Genevini                    | MV Agusta | 3   |
| 10  | Ivor Lloyd                          | MV Agusta | 2   |
| 10  | Karl Lottes                         | MV Agusta | 2   |
| 10  | Franco Bertoni                      | MV Agusta | 2   |

## Zijspanklasse
Bij aanvang van de Italiaanse GP stonden Wilhelm Noll/Fritz Cron en Eric Oliver/Les Nutt samen aan de leiding van het WK, maar Oliver had waarschijnlijk nog veel last van zijn in juli gebroken arm en kwam niet aan de start. Een punt was dus voor Noll/Cron voldoende om wereldkampioen te worden. Ze wonnen de race voor Oliver's stalgenoten Cyril Smith/Stanley Dibben en haalden daarmee de eerste van negentien wereldtitels voor BMW binnen. Willi Faust/Karl Remmert werden derde. Ook Jacques Drion was inmiddels van Norton overgestapt op BMW, en hij werd met Inge Stoll in het zijspan vierde.
| Pos | Coureur          | Bakkenist          | Merk             | Tijd      | Punten |
| --- | ---------------- | ------------------ | ---------------- | --------- | ------ |
| 1   | Wilhelm Noll     | Fritz Cron         | BMW              | 40"19'7   | 8      |
| 2   | Cyril Smith      | Stanley Dibben     | Norton-Watsonian | +54'9     | 6      |
| 3   | Willi Faust      | Karl Remmert       | BMW              | +2"06'2   | 4      |
| 4   | Jacques Drion    | Inge Stoll-Laforge | BMW              | +2"06'3   | 3      |
| 5   | Fritz Hillebrand | Manfred Grunwald   | BMW              | +1 ronde  | 2      |
| 6   | René Bétemps     | André Drivet       | Norton           | +1 ronde  | 1      |
| 7   | Albino Milani    | Giuseppe Pizzocri  | Gilera           | +1 ronde  |        |
| 8   | Edgar Strub      | J. von Arx         | Norton           | +1 ronde  |        |
| 9   | Luigi Marcelli   | Spartaco Ricci     | Norton           | +2 ronden |        |

| Coureur     | Bakkenist | Merk             | Oorzaak  |
| ----------- | --------- | ---------------- | -------- |
| Eric Oliver | Les Nutt  | Norton-Watsonian | Blessure |

| Coureur          | Bakkenist     | Merk   |
| ---------------- | ------------- | ------ |
| Ernst Kussin     | Franz Steidel | Norton |
| Julien Deronne   | Jules Nies    | Norton |
| Hans Haldemann   | Luigi Taveri  | Norton |
| Loni Neußner     | Werner Öxner  | Norton |
| Otto Schmid      | Otto Kölle    | Norton |
| Walter Schneider | Hans Strauß   | BMW    |
| Bill Boddice     | John Pirie    | Norton |

### Top tien eindstand zijspanklasse
| Pos. | Coureur          | Bakkenist          | Motorfiets       | Ptn.    |
| ---- | ---------------- | ------------------ | ---------------- | ------- |
| 1    | Wilhelm Noll     | Fritz Cron         | BMW              | 30 (38) |
| 2    | Eric Oliver      | Les Nutt           | Norton-Watsonian | 26      |
| 3    | Cyril Smith      | Stanley Dibben     | Norton-Watsonian | 22 (26) |
| 4    | Walter Schneider | Hans Strauß        | BMW              | 14 (16) |
| 5    | Fritz Hillebrand | Manfred Grunwald   | BMW              | 14      |
| 6    | Willi Faust      | Karl Remmert       | BMW              | 8       |
| 7    | Jacques Drion    | Inge Stoll-Laforge | Norton / BMW     | 6       |
| 8    | Otto Schmid      | Otto Kölle         | Norton           | 3       |
| 9    | Loni Neußner     | Werner Öxner       | Norton           | 2       |
| 10   | Bill Boddice     | John Pirie         | Norton           | 1       |
| 10   | Julien Deronne   | Jules Nies         | Norton           | 1       |
| 10   | Ernst Kussin     | Franz Steidel      | Norton           | 1       |
| 10   | Hans Haldemann   | Luigi Taveri       | Norton           | 1       |
| 10   | René Bétemps     | André Drivet       | Norton           | 1       |

(Punten tussen haakjes zijn inclusief streepresultaten)

## Trivia

### Nasleep van de dood van Rupert Hollaus
De dood van Hollaus had grote gevolgen voor de motorsport: de vraag rees of de veiligheid wel gediend was met de druppelstroomlijn, die de snelheid verhoogde maar ook het sturen en remmen bemoeilijkte. Enkele jaren later werd ze verboden. NSU, in 1953 én 1954 dubbelkampioen in de 125- en de 250cc-klasse stapte onmiddellijk uit de racerij. De Rennfox en de Rennmax verdwenen van de circuits. Er werd nog wel geracet met de NSU Sportmax, maar die was buiten de fabriek ontwikkeld en gebouwd door Karl Kleinbach.
1922 · 1923 · 1924 · 1925 · 1926 · 1927 · 1928 · 1929 · 1930 · 1931 · 1932 · 1933 · 1934 · 1935 · 1936 · 1937 · 1938 · 1939 · 1947 · 1948 · 1949 · 1950 · 1951 · 1952 · 1953 · 1954 · 1955 · 1956 · 1957 · 1958 · 1959 · 1960 · 1961 · 1962 · 1963 · 1964 · 1965 · 1966 · 1967 · 1968 · 1969 · 1970 · 1971 · 1972 · 1973 · 1974 · 1975 · 1976 · 1977 · 1978 · 1979 · 1980 · 1981 · 1982 · 1983 · 1984 · 1985 · 1986 · 1987 · 1988 · 1989 · 1990